# Тромбоцити
Тромбоци́ти (від грец. θρόμβος — згусток і κύτος — клітина) — кров'яні пластинки, без'ядерні фрагменти клітин (формені елементи) крові діаметром 2–4 мкм, що мають неправильну округлу форму й утворюються в червоному кістковому мозку з мегакаріоцитів.
При пошкодженні стінки судини тромбоцити нагромаджуються в місці травми і руйнуються, виділяючи при цьому в плазму особливий фермент. Під його впливом розчинний білок фібриноген, що є в плазмі, перетворюється на нерозчинну форму — фібрин, який формує густу волокнисту мережу ниток, у якій застрягають еритроцити, лейкоцити і тромбоцити, формуючи кров'яний згусток — тромб. Внаслідок видалення плазми, що залишилася, тромб стає щільнішим, закупорює судину, і кровотеча припиняється. Через якийсь час тромб розсмоктується і це відновлює прохідність судини. Плазму крові без фібриногену називають сироваткою крові.
Тривалість життя тромбоцитів становить 5 — 8 днів. Фізіологічні коливання кількості тромбоцитів у крові протягом доби — приблизно 10 %.[джерело?] У жінок під час менструації кількість тромбоцитів може зменшуватись на 25 — 50 %. Тромбоцити виконують ангіотрофічну, адгезивно-агрегаційну функції, беруть участь у процесах згортання та фібринолізу, забезпечують ретракцію кров'яного згустку. Вони здатні переносити у своїй мембрані циркулюючі імунні комплекси, підтримувати спазм судин.
Вміст тромбоцитів у крові в нормі: новонароджені 1 — 10 днів — (99 — 421)×109/л; старше 10 днів та дорослі — (180—320)×109/л.

## Участь у згортанні крові

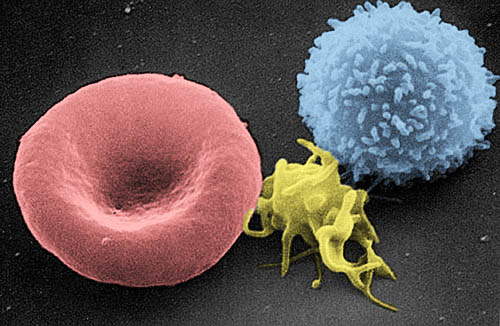
Електронні мікрофотографії клітин крові, зроблені сканувальним мікроскопом. Зліва направо: еритроцит, активований тромбоцит, лейкоцит

Основна функція кров'яних пластинок – участь у згортанні крові – захисній реакції організму на пошкодження і запобігання втраті крові. У тромбоцитах наявні близько 12 факторів, які беруть участь у згортанні крові. При пошкодженні стінки судини пластинки швидко агрегують, прилипають до утворюваних ниток фібрину, що сприяє формуванню тромбу, котрий закриває рану. У процесі тромбоутворення спостерігають кілька етапів за участю багатьох компонентів крові.
Етапи тромбоутворення:
- На першому етапі відбувається накопичення тромбоцитів і вихід фізіологічно активних речовин.
- На другому етапі – коагуляція і зупинка кровотечі (гемостаз). Цей етап має 3 основні фази змін. 
  - У першій фазі відбувається утворення активного тромбопластину з тромбоцитів (внутрішній фактор) і з тканин судини (зовнішній фактор).
  - У другій – утворення під впливом тромбопластину з неактивного протромбіну активного тромбіну.
  - У третій фазі під впливом тромбіну з фібриногену утворюється фібрин. Фібрин формує нитки з поперечною смугастістю (товщина смуг 25 нм). Для усіх фаз згортання крові необхідний Са2+.
- На третьому етапі спостережено ретракцію кров'яного згустку, пов’язану зі скороченням ниток актину відростках тромбоцитів і ниток фібрину. Розсмоктування тромбу (фібриноліз) проходить під впливом ферментів антизгортальних систем крові. У гіаломірі кров'яних пластинок, окрім актину, є фактор рефракції кров'яного згустку.

Морфологічно на першому етапі йде адгезія тромбоцитів на базальній мембрані та на колагенових волокнах пошкодженої судинної стінки, внаслідок якої утворюються відростки тромбоцитів і на їхню поверхню з пластинок через систему трубочок виходять гранули, що мають тромбопластин. Він активує реакцію перетворення протромбіну на тромбін, котрий впливає на утворення з фібриногену фібрину. Далі у згусток складений з тромбоцитів і фібрину проникають фібропласти та капіляри, і згусток переходить в стан з’єднувальної тканини з його подальшою рефракцією.
При рефракції згустку його об’єм спадає до 10% від початкового, йде зміна форми пластинок (дископодібна стає кулеподібною), можна спостерігати руйнування суміжного пучка мікротрубочок, полімеризацію актину, появу численних міозинових філаментів, формування актоміозинових комплексів, що забезпечують скорочення згустку. Відростки активованих пластинок вступають у контакт з нитками фібрину і втягують їх у центр тромбу. У організмі також існують і протизгортальні системи. Потужним антикоагулянтом є гепарин. Зменшення згортання крові спостерігають при певних захворюваннях. Посилення згортання крові зумовлює утворення тромбів у кровоносних судинах, наприклад при атеросклерозі, коли йде зміна рельєфу і цілісності ендотелію. Зменшення кількості тромбоцитів (тромбоцитопенія) призводить до зниження згортання крові та кровотеч. При спадковому захворюванні гемофілії спостерігають дефіцит і порушення утворення фібрину з фібриногену. 
Важливою функцією тромбоцитів є їхня участь у метаболізмі серотоніну. Тромбоцити – практично єдині елементи крові, у яких з плазми йде накопичення резерву серотоніну. Зв'язування тромбоцитами серотоніну йде з допомогою високомолекулярних факторів плазми крові та двовалентних катіонів за участю АТФ.
У процесі згортання крові зі зруйнованих тромбоцитів вивільнюється серотонін, який діє на судинну проникність і скорочення гладком'язових судинних клітин. Серотонін і продукти його метаболізму мають протипухлинну та радіозахисну дію. Гальмування зв’язування серотоніну тромбоцитами виявлено при низці захворювань крові – злоякісному недокрів’ї, тромбоцитопенічній пурпурі, мієлозах та ін.

## Патології

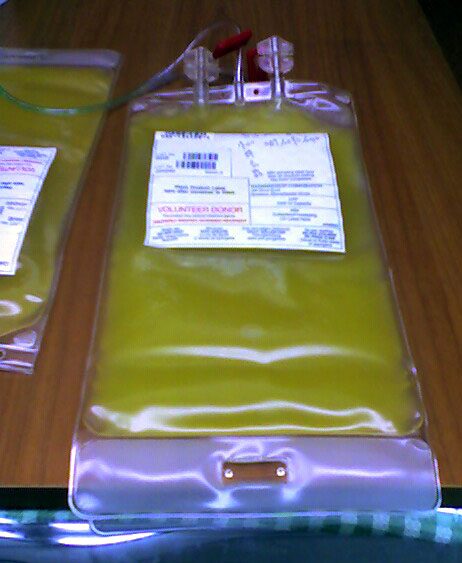
Концентрат тромбоцитів (КТ), виділений з донорської крові

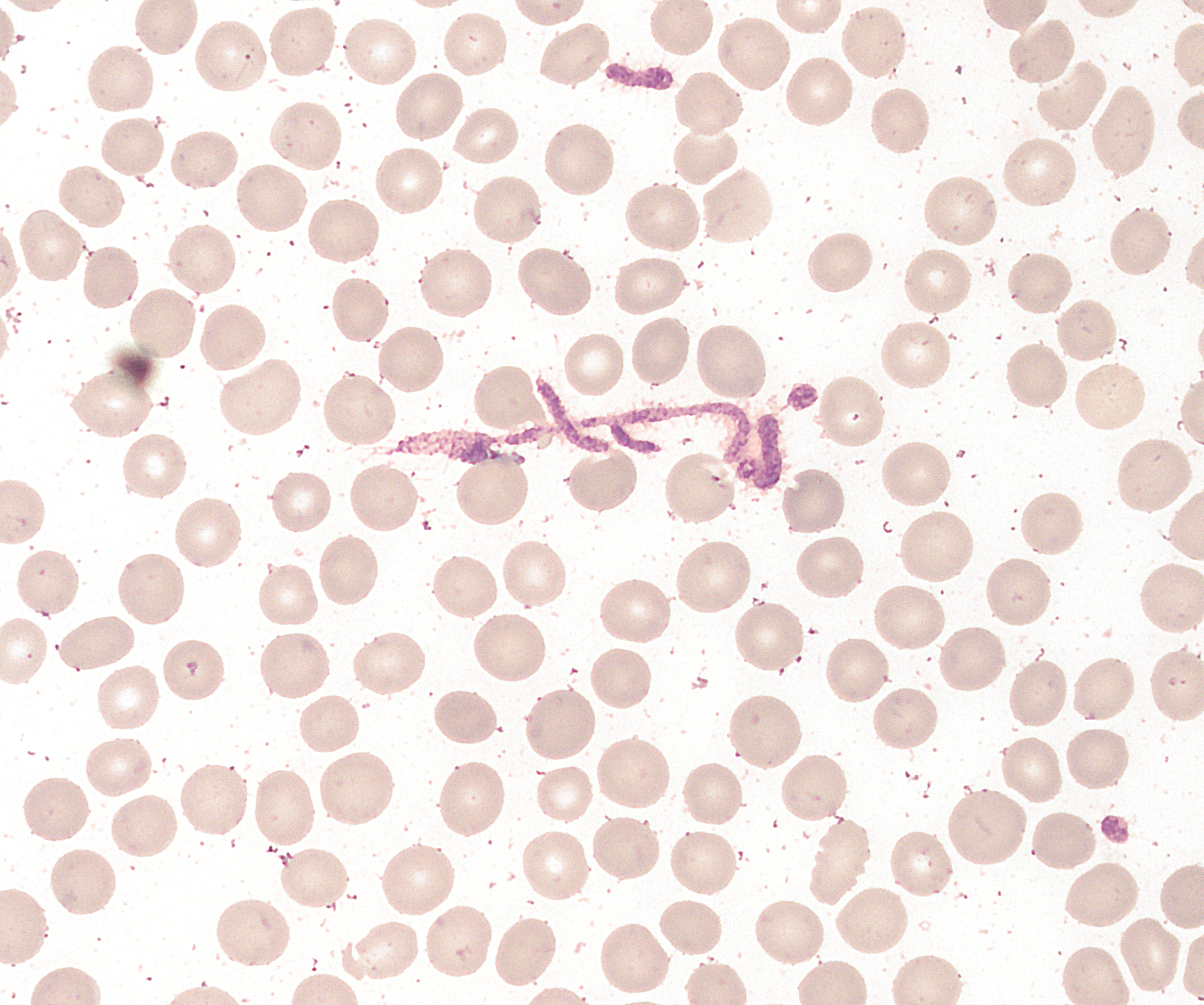
Атипові видовжені тромбоцити в крові. Ймовірно, мутація ACTN1

Підвищення кількості тромбоцитів у крові (тромбоцитоз) може бути:
- первинним, тобто бути результатом первинної проліферації мегакаріоцитів;
- вторинним, реактивним, що виникає на тлі певного захворювання.

Збільшення кількості тромбоцитів може спричинити такі захворювання:
- Тромбоцитози первинні: ессенціальна тромбоцитемія (кількість тромбоцитів може зростати до (2000 — 4000)×109/л і більше), еритремія, хронічний мієлолейкоз і мієлофіброз.
- Тромбоцитози вторинні: гострий ревматизм, ревматоїдний артрит, туберкульоз, цироз печінки, виразковий коліт, остеомієліт, амілоїдоз, гостра кровотеча, карцинома, лімфогранулематоз, лімфома, стан після спленектомії (протягом 2 місяців і більше), гострий гемоліз, після операцій (протягом 2 тижнів).

Зниження кількості тромбоцитів у крові (тромбоцитопенія — менше 180×109/л) спостерігається під час пригнічення мегакаріоцитопоезу, порушенні продукції тромбоцитів. Тромбоцитопенію спостерігають при спленомегалії, підвищеній деструкції та/або утилізації тромбоцитів.
Зменшення кількості тромбоцитів може бути спричинене такими станами та захворюваннями:
1. Тромбоцитопенії, пов'язані зі зниженням утворення тромбоцитів (недостатність кровотворення).
  - Набуті:
    - ідіоматична гіпоплазія гомопоезу;
    - вірусні інфекції (вірусний гепатит, аденовіруси);
    - інтоксикації (іонізувальне опромінення, мієлодепресивні хімічні речовини та препарати, деякі антибіотики, уремія, захворювання печінки);
    - пухлинні захворювання (гострий лейкоз, метастази раку і саркоми у кістковий мозок, мієлофіброзта остеомієлосклероз);
    - мегалобластні анемії (дефіцит вітаміну B12 і фолієвої кислоти);
    - нічна пароксизмальна гемоглобінурія.

  - Спадкові:
    - синдром Фанконі;
    - синдром Віскота-Олдрича;
    - аномалія Мея-Хеггліна;
    - синдром Бернара-Сульє.
2. Тромбоцитопенії, зумовлені підвищеною деструкцією тромбоцитів:
  - Автоімунні — ідіопатична (хвороба Верльгофа) і вторинні (при системному червоному вовчаку, хронічному гепатиті, хронічному лімфолейкозі та ін.), у новонароджених у зв'язку з проникненням материнських ауто антитіл у внутрішнє середовище організму дитини.
  - Ізоімунні (неонатальна, посттрансфузійна).
  - Гаптенові (гіперчутливість до певних препаратів).
  - Пов'язані з вірусною інфекцією.
  - Пов'язані з механічним пошкодженням тромбоцитів: при протезуванні клапанів серця, екстракорпоральному кровообігу, при нічній пароксизмальній гемоглобіноурії (хвороба Маркіафави-Мікелі).
3. Тромбоцитопенії, спричинені секвестрацією тромбоцитів: секвестрація у гемангіомі, секвестрація та руйнування у селезінці (гіперспленізм — хвороба Гоше, синдром Фелті, саркоїдоз, лімфома, туберкульоз селезінки, мієлопроліферативні захворювання зі спленомегалією та ін.).
4. Тромбоцитопенії, пов'язані з підвищеним споживанням тромбоцитів: синдром диссемінованого внутрішньо судинного згортання крові, тромботична, тромбоцитопенічна пурпура та ін.

## Дивись також
- Тромб
- Фібрин
- Плазма крові
- Кровотеча